# (2994) Flynn
(2994) Flynn es un asteroide perteneciente al cinturón de asteroides, descubierto el 14 de agosto de 1975 por el equipo del Observatorio Perth desde el Observatorio Perth, Bickley, Australia.

## Designación y nombre
Designado provisionalmente como 1975 PA. Fue nombrado Flynn en homenaje a "Vicki Marie Flynn" la esposa del astrónomo austral Mike Candy.